# 豁口水道

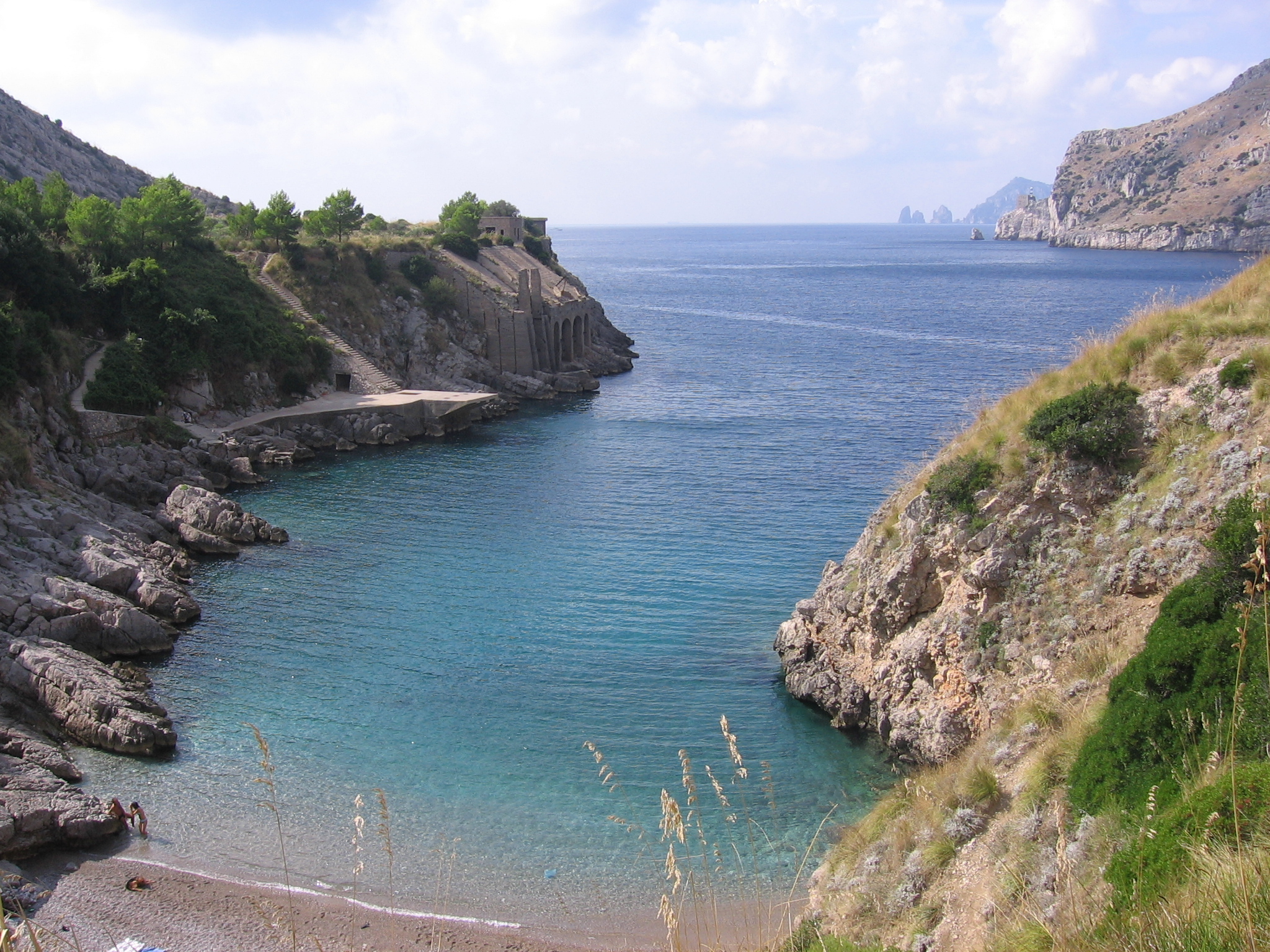
萨莱诺湾的豁口水道

豁口水道也称内湾（英語：Inlet），是海岸線的深入陆地的（通常是長而窄的）凹陷处。内湾可以是相对较小的封閉水体如小灣、海灣、峡湾、潟湖或草沼，其通向的较大水體可以是湖泊、河口灣、广湾或陆缘海。

## 概述
在海洋學裏，“豁口水道”通常是指封閉海灣和遠洋帶之間的實際水道，或者是海、湖或大河岸邊的凹處。由過去的冰川作用形成的豁口水道類似峽灣，但通常不是在山地的海岸線和湖泊中。
一些峽灣型豁口水道稱之為運河，例如，波特蘭運河、林恩運河、胡德運河，還有一些是溝渠，例如，迪恩海峽和道格拉斯海峽。
潮汐幅度、波浪強度和波浪方向都是影響豁口水道的泥沙量的因素。